# 2 Hearts - Intreccio di destini
2 Hearts - Intreccio di destini (2 Hearts) è un film del 2020 diretto da Lance Hool.

## Trama
Chris è una matricola universitaria un po’ impacciata. Uscendo da un’aula dopo la sua lezione si scontra con Sam (Samantha), che invece è all’ultimo anno. Tra i due da subito scoccherà la scintilla, e finiranno per mettersi insieme e per progettare il loro futuro di coppia nonostante la giovane età. Contemporaneamente, un’altra coppia si forma. Quella tra l’imprenditore Jorge e l’assistente di volo Leslie.
Le storie di queste coppie e di queste persone si muovono in parallelo. Mentre Chris e Sam sono sempre più felici, Jorge si ritrova a lottare contro una brutta malattia. È solo questione di tempo: come spesso accade nella vita, le vicende umane di Chris, Sam, Jorge e Leslie si incrociano in maniera dolorosa e inaspettata. Due coppie diverse, due decadi diverse, due posti diversi. A collegarle, un filo nascosto che finirà per portarle insieme, vicine.

## Distribuzione
Il film è stato distribuito nelle sale cinematografiche statunitensi a partire dal 16 ottobre 2020.